# الأمم الرقمية
الأمم الرقمية (بالإنجليزية: Digital Nations أو DN) (المعروفة سابقًا باسم Digital 5 و Digital 7 و Digital 9) هي شبكة تعاونية من الحكومات الرقمية الرائدة في العالم بهدف مشترك هو تسخير التكنولوجيا الرقمية لتحسين حياة المواطنين. يتبادل الأعضاء الممارسات الرقمية ذات المستوى العالمي، ويتعاونون لحل المشكلات المشتركة، وتحديد التحسينات على الخدمات الرقمية، ودعم الاقتصادات الرقمية المتنامية للمجموعة ومناصرتها. تهدف الأمم الرقمية من خلال التعاون الدولي إلى تحديد كيف يمكن للحكومة الرقمية أن تقدم أكبر فائدة للمواطنين. تجسد المجموعة تعددية المشاركة، حيث تتعاون مجموعات صغيرة من الدول في مواضيع محددة ذات تأثير عالمي.

## أعضاء
إستونيا وإسرائيل ونيوزيلندا وجمهورية كوريا والمملكة المتحدة هم الأعضاء المؤسسون لـ D5. وفي فبراير 2018، انضمت كندا وأوروجواي إلى المجموعة لتشكيل D7. وفي نوفمبر 2018، انضمت المكسيك والبرتغال لتشكيل D9. انضمت الدنمارك بصفتها العضو العاشر في الأمم الرقمية في نوفمبر 2019.[بحاجة لمصدر]
الإدارات الحكومية التالية تقود مشاركة بلادهم مع DN:
- مجلس الخزانة في أمانة كندا
- وكالة الرقمنة، وزارة المالية الدنماركية
- وزارة الشؤون الاقتصادية والاتصالات بجمهورية إستونيا
- مديرية الشؤون الرقمية الوطنية التابعة للحكومة الإسرائيلية
- تنسيق الإستراتيجية الرقمية الوطنية، مكتب رئيس حكومة المكسيك
- إدارة الشؤون الداخلية لحكومة نيوزيلندا
- وزارة تحديث الدولة والإدارة العامة لحكومة البرتغال
- وزارة الداخلية والسلامة بحكومة جمهورية كوريا
- قسم الرقمية والثقافة والإعلام والرياضة في حكومة المملكة المتحدة
- وكالة الحكومة الإلكترونية ومجتمع المعلومات في مكتب رئيس حكومة أوروغواي

## الميثاق

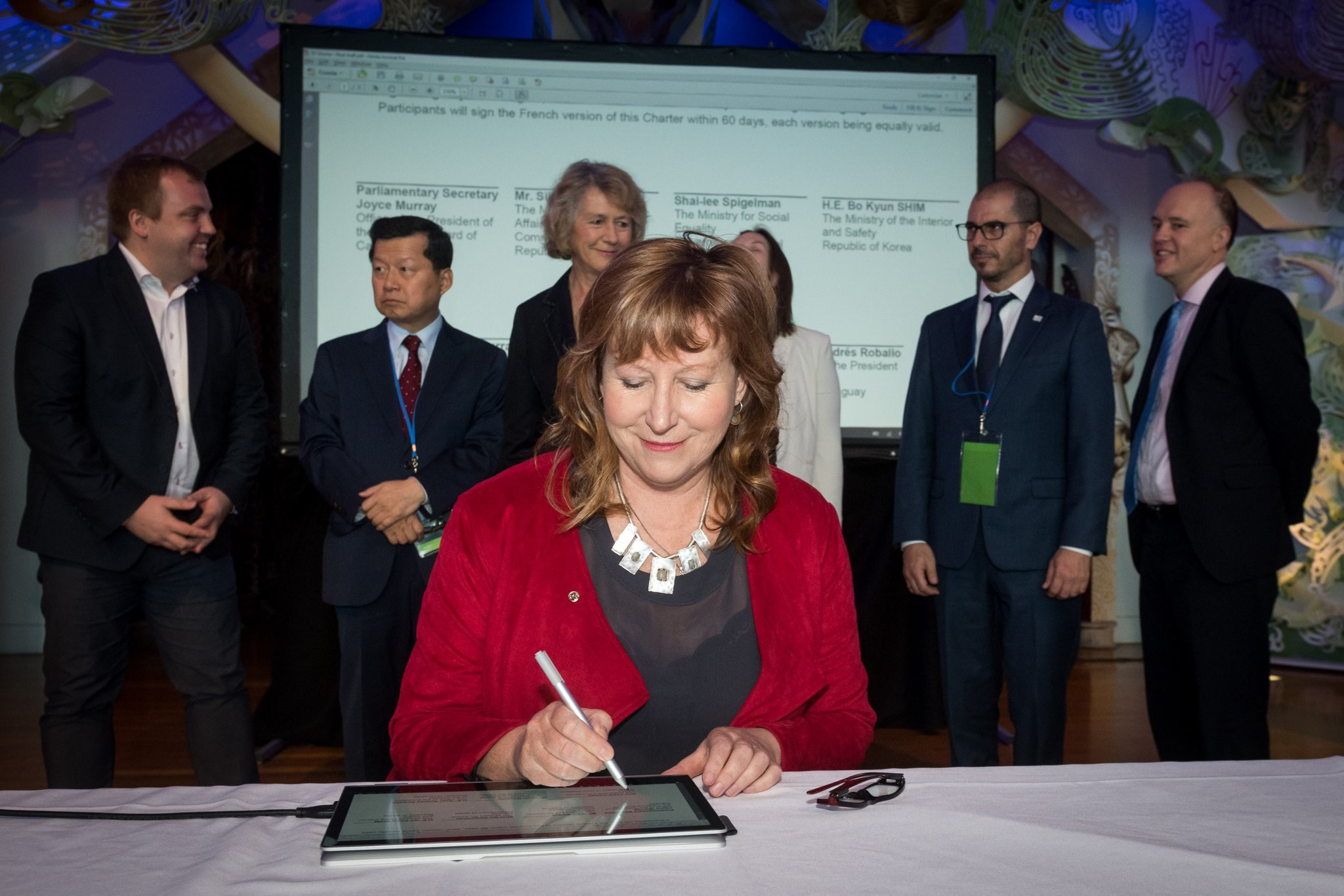
توقيع ميثاق D7 في ولنجتون بنيوزيلندا عام 2018

في عام 2014، وقع الأعضاء المؤسسون ميثاقًا يلتزمون فيه بمشاركة وتحسين ممارسات الدول المشاركة في الخدمات الرقمية والاقتصادات الرقمية. تم تحديث ميثاق DN ليعكس عضوية متنامية، وهو يحدد الالتزام المتبادل بالتنمية الرقمية والقيادة من خلال تسعة مبادئ أساسية:
1. احتياجات المستخدم - تصميم الخدمات العامة للمواطن
2. المعايير المفتوحة - التزام بمعايير مفتوحة ذات مصداقية وخالية من حقوق الملكية لتعزيز قابلية التشغيل البيني
3. المصدر المفتوح - يتم إنشاء الأنظمة الحكومية المستقبلية والحرف اليدوية والمعايير والأدلة كمصدر مفتوح ويمكن مشاركتها بين الأعضاء
4. الأسواق المفتوحة - في المشتريات الحكومية، خلق منافسة حقيقية للشركات بغض النظر عن الحجم. تشجيع ودعم ثقافة الشركات الناشئة وتعزيز النمو من خلال الأسواق المفتوحة
5. الحكومة المفتوحة (الشفافية) - كن عضوًا في شراكة الحكومة المفتوحة واستخدم التراخيص المفتوحة لإنتاج واستهلاك البيانات المفتوحة
6. الاتصال - تمكين مستخدمي الإنترنت من خلال بنية تحتية رقمية شاملة وعالية الجودة
7. المهارات الرقمية والثقة - دعم الأطفال والشباب والبالغين في تطوير الكفاءات والمهارات الرقمية
8. المساعدة الرقمية - التزام بدعم جميع مواطنيها للوصول إلى الخدمات الرقمية
9. الالتزام بالمشاركة والتعلم - يلتزم جميع الأعضاء بالعمل معًا للمساعدة في حل مشكلات بعضهم البعض أينما أمكنهم ذلك

تم توقيع الميثاق المحدث في 6 نوفمبر 2019 في مونتيفيديو، أوروغواي.

## الاجتماعات
تجتمع الأمم الرقمية مرتين في السنة لعرض الإنجازات في المناظر الطبيعية الرقمية للبلدان والمشاركة في إنشاء أفضل الممارسات التالية. يشارك الأعضاء في مؤتمرات القمة الوزارية على المستوى السياسي، التي تستضيفها الدولة التي تتناوب الرئاسة، واجتماعات المسؤولين على مستوى العمل.
| لقاء                | موقع                  | تاريخ             | ثيمات                                                        | النتائج                                                                                  |
| ------------------- | --------------------- | ----------------- | ------------------------------------------------------------ | ---------------------------------------------------------------------------------------- |
| القمة الوزارية D5   | لندن، المملكة المتحدة | 9-10 ديسمبر 2014  | - Teaching children to code - Open markets - Connectivity    | - Establishment of the Digital 5 - Adoption of D5 Charter                                |
| القمة الوزارية D5   | تالين، استونيا        | 19–20 نوفمبر 2015 | - E-Procurement - Digital trust - Service design - IT talent |                                                                                          |
| اجتماع مسؤولي D5    | ويلينجتون، نيوزيلندا  | 7-8 يونيو 2016    | غير متاح                                                     |                                                                                          |
| القمة الوزارية D5   | بوسان، كوريا          | 10-11 نوفمبر 2016 | - Innovation                                                 | - Adoption of the Busan Declaration                                                      |
| اجتماع مسؤولي D5    | القدس، فلسطين         | 21-23 نوفمبر 2017 | غير متاح                                                     |                                                                                          |
| القمة الوزارية D7   | ويلينجتون، نيوزيلندا  | 21-22 فبراير 2018 | - Digital rights                                             | - Canada and Uruguay officially join - Revision of D7 Charter                            |
| اجتماع المسؤولين D7 | لندن، المملكة المتحدة | 16–17 يوليو 2018  | غير متاح                                                     |                                                                                          |
| القمة الوزارية D9   | القدس، فلسطين         | 21-22 نوفمبر 2018 | - AI and its public applications                             | - Mexico and Portugal officially join - Revision of D9 Charter                           |
| اجتماع المسؤولين D9 | لشبونة، البرتغال      | 3-4 يوليو 2019    | غير متاح                                                     |                                                                                          |
| القمة الوزارية D9   | مونتيفيديو، أوروغواي  | 4-7 نوفمبر 2019   | - Holistic approach to data in government                    | - Denmark officially joins - Support for joint Data Declaration - Revision of DN Charter |
| اجتماع مسؤولي DN    | كوبنهاجن، دينيمارك    | يونيو 2020        | غير متاح                                                     | اجتماع افتراضي                                                                           |
| القمة الوزارية DN   | أوتاوا، كندا          | 2-4 نوفمبر 2020   | خدمة مرنة وسريعة الاستجابة                                   | اجتماع افتراضي اعتماد ميثاق DN المحدث                                                    |

### D5 لندن 2014
عُقد أول حدث لـ D5 في لندن يومي 9 و 10 ديسمبر 2014 بحضور مندوبين من الدول المؤسسة الخمس، بالإضافة إلى الولايات المتحدة، الذين كانوا هناك كمراقبين؛ وقد استضاف الحدث وزير مكتب مجلس الوزراء البريطاني فرانسيس مود. وكان وزير الثقافة والاتصالات والصناعات الإبداعية في المملكة المتحدة إد فايزي ومسؤول التكنولوجيا الرئيسي ليام ماكسويل حاضرين.

#### سمات المؤتمر
كان لقمة 2014 ثلاثة محاور: تعليم الأطفال البرمجة، وفتح الأسواق، والتواصل.

##### تعليم الأطفال البرمجة
من خلال تعليم الأطفال البرمجة، تعتزم D5 تدريب أحدث جيل من الأطفال - «جيل التكنولوجيا» - للقيام بدور نشط في إنشاء تكنولوجيا المعلومات، بدلًا من مجرد استهلاكها. تضمنت نقاط المناقشة، التي تضمنت هذا الموضوع النظر في ما إذا كان مجرد تغيير المناهج الدراسية كافيًا لتحقيق هذا الهدف، والطرق، التي يمكن استخدامها لمنح المعلمين المهارات اللازمة لتعليم الأطفال وإلهامهم للتشفير، وربط مجالات الصناعة والتعليم بحيث يتم مثل هذا التغيير يمكن تحقيقه، وضمان التوازن بين الجنسين، وتشجيع الفتيات على تولي الأدوار التقنية.
وقد تم بالفعل إحراز تقدم من جانب البلدان المشاركة في مجموعة D5؛ لتحقيق هذا الهدف. في المملكة المتحدة، أصبحت إنجلترا أول دولة في العالم تفرض تعليم الترميز لجميع الطلاب الذين تتراوح أعمارهم بين 5 و 16 عامًا. في إستونيا، دأبت المدارس الابتدائية على تعليم الطلاب البرمجة منذ التسعينيات. في نيوزيلندا، أدخلوا مجموعة من إرشادات التكنولوجيا الرقمية، التي ستسمح للمدارس الثانوية بتدريس المادة بشكل متماسك - كما استثمروا في مدارس تدريب الخريجين الجدد على تكنولوجيا المعلومات والاتصالات لنقل طلاب المرحلة الجامعية إلى القوى العاملة. في إسرائيل، لديهم «أكثر برامج المدارس الثانوية في علوم الكمبيوتر صرامة في العالم» بسبب المراجعة الرئيسية للحوسبة في المدرسة التي جرت في التسعينيات؛ تقوم كوريا الجنوبية بتدريس بعض علوم الكمبيوتر في المدرسة، وتقدم أيضًا دورة تدريبية اختيارية عبر الإنترنت لأولئك المهتمين.

##### الأسواق المفتوحة
ينصب تركيز الأسواق المفتوحة على فتح العطاءات على عقود تكنولوجيا المعلومات الحكومية للمؤسسات الصغيرة والمتوسطة الحجم (SMEs) من خلال استخدام الأسواق الرقمية مثل G-cloud التابعة لحكومة المملكة المتحدة. وتتمثل فائدة ذلك للحكومة في تقليل التكاليف من خلال التعاقد مع الشركة التي يمكن أن توفر أفضل قيمة مقابل الأموال التي يتم إنفاقها. تمنح الحواجز المخففة التي يوفرها السوق المفتوح للشركات الصغيرة والمتوسطة التي ربما لم يتم النظر فيها سابقًا للحصول على عقد حكومي، أو التي لم تقدم أي عطاءات على عقد من قبل، فرصة أكثر إنصافًا وسلاسة للقيام بذلك. يتطلب الابتعاد عن المتعهدين الخارجيين الكبار الحجم الصحيح، والذي يمكن تحقيقه في هذه الحالة عن طريق شراء أجزاء من العقود من عدة موردين صغار بدلاً من شراء عقد واحد كبير من مورد واحد، باستخدام التسليم السريع، وشراء الخدمات السحابية، وبناء الهندسة الداخلية والقدرة على العمليات.
مثل G-cloud في المملكة المتحدة، تقوم نيوزيلندا أيضًا ببناء برنامج سحابي حكومي لتسهيل عملية الشراء الحكومي من الشركات الصغيرة والمتوسطة. إنهم ملتزمون باستخدام منتجات "كخدمة " لفتح السوق. قامت كوريا الجنوبية أيضًا ببناء نظام مشتريات إلكتروني يتيح للشركات الصغيرة والمتوسطة فرصة الفوز بالعقود الحكومية. منذ إنشائها، وفرت 8 دولارات مليار دولار سنويًا وخفض 7.8 مليون صفحة من المستندات الورقية سنويًا. تم تخفيض وقت تقديم العطاءات من ثلاثين ساعة إلى ساعتين.

##### الاتصال
مع تزايد عدد الأجهزة المتصلة بالإنترنت في كل منزل، تعتزم D5 النظر في نوع البنية التحتية اللازمة للحفاظ على الاتصال وتوسيعه، بالإضافة إلى كيفية العمل معًا لمشاركة تجارب بعضهم البعض وتطوير المعايير معًا. نقلاً عن رقم Cisco ، تتوقع D5 أكثر من 50 مليار جهاز متصل بالإنترنت سيتم استخدامها في جميع أنحاء العالم بحلول عام 2020، مع ما يصل إلى العشرات من كل جهاز في كل منزل.
لتلبية هذه الاحتياجات، سيكون تركيز حكومة المملكة المتحدة على تكنولوجيا آلة إلى آلة وإنترنت الأشياء وشبكات الهاتف المحمول 5G. في مارس 2014، أعلنوا أنهم سيستثمرون 45 جنيهًا إسترلينيًا مليون في إنترنت الأشياء. لقد أقاموا عارضين للمدن الذكية في غلاسكو ولندن وبريستول وبيتربورو، ومركز الابتكار 5G هو أول مركز اختبار مخصص لشبكات الجيل الخامس في العالم. في خطاب ألقاه خلال القمة، أعلن وزير مجلس الوزراء فرانسيس مود أن المملكة المتحدة تعتزم إجراء 97٪ من جميع تفاعلات المواطنين مع الدولة عبر الإنترنت بحلول نهاية البرلمان المقبل. في إستونيا، لديهم X-Road ، وهي طبقة تبادل بيانات قائمة على الإنترنت آمنة ومستقلة عن النظام الأساسي توفر خدمات رقمية شفافة بأقل تكلفة. من خلال شراكة بين القطاعين العام والخاص، تعمل نيوزيلندا على ترقية البنية التحتية للإنترنت إلى كابلات الألياف البصرية. قامت كوريا أيضًا باستثمار كبير في إنترنت الأشياء.

#### الأحداث
كان هناك عدد من الفعاليات والعروض التقديمية التي أقيمت في جميع أنحاء المدينة. استضاف دوق يورك حدثًا للوفود في قصر باكنغهام، حيث عرضت 100 شركة ناشئة رقمية بريطانية منتجاتها للحضور. تضمن مقدمو العروض Crowd Emotion و Code Kingdoms و Therapy Box و Yoyo و Skyscape و Kano و Relative Insight . سلط حدث آخر الضوء على نية D5 لتعليم البرمجة للأطفال الصغار من خلال جعل هيئة الإذاعة البريطانية تقود مجموعة من الأطفال في سن 11 عامًا من خلال جلسة تشفير استخدموا فيها لعبة Doctor Who لاكتساب فهم أساسي لممارسة الكمبيوتر برمجة.

## مستقبل
توسعت المجموعة بسرعة من خمسة إلى عشرة أعضاء، مع إشارة دول أخرى إلى اهتمامها بالانضمام إلى الأمم الرقمية. من أجل تعزيز قدرة شبكة DN ، وافقت اللجنة التوجيهية على إنشاء أمانة للعمل نيابة عن جميع بلدان DN لدعم الأولويات الرئيسية للمجموعة. تم تقديم سكرتارية DN في القمة الوزارية الخامسة في إسرائيل في نوفمبر 2018.